# Geelbuikeremomela
De geelbuikeremomela (Eremomela icteropygialis) is een zangvogel uit de familie Cisticolidae.

## Verspreiding en leefgebied
Deze soort komt wijdverspreid voor in Afrika en telt elf ondersoorten:
- E. i. alexanderi: van Senegal en Gambia tot westelijk Soedan.
- E. i. griseoflava: van centraal Soedan tot noordwestelijk Somalië en westelijk Kenia.
- E. i. abdominalis: van centraal Kenia tot noordelijk Tanzania.
- E. i. salvadorii (Salvadori's eremomela): van zuidoostelijk Gabon tot zuidelijk Congo-Kinshasa, Angola en westelijk Zambia.
- E. i. polioxantha: oostelijk Botswana, zuidoostelijk Zimbabwe, zuidelijk Mozambique en noordoostelijk Zuid-Afrika.
- E. i. helenorae: zuidelijk Zambia, zuidelijk Malawi, westelijk Zimbabwe en noordelijk Mozambique.
- E. i. puellula: zuidwestelijk Angola.
- E. i. sharpei: zuidelijk Angola, noordelijk Namibië en westelijk en centraal Botswana.
- E. i. viriditincta: noordoostelijk Namibië, noordoostelijk Botswana, zuidwestelijk Zambia en noordwestelijk Zimbabwe.
- E. i. icteropygialis: centraal en zuidelijk Namibië, zuidwestelijk Botswana en noordwestelijk Zuid-Afrika.
- E. i. saturatior: centraal en zuidelijk Zuid-Afrika.

## Status
De grootte van de populatie is niet gekwantificeerd maar de soort wordt omschreven als algemeen tot vrij algemeen. Op de Rode lijst van de IUCN heeft deze soort de status niet bedreigd.